# Milan Badelj
Milan Badelj (Zagreb, 25 de fevereiro de 1989) é um futebolista croata que atua como volante. Atualmente está sem clube.
Uma curiosidade a seu respeito é que ele apareceu na lista dos convocados da Croácia para a Copa do Mundo de 2014 divulgada em vários países com o nome Sean Lynch. O que aconteceu foi que seu nome foi alterado por uma ferramenta de tradução virtual na hora de passar do idioma croata para o inglês.

## Títulos
Dínamo Zagreb
- Campeonato Croata: 2008–09, 2009–10, 2010–11, 2011–12
- Copa da Croácia: 2008–09, 2010–11, 2011–12
- Super Copa da Croácia: 2010

Lazio
- Copa da Itália: 2018–19